# 广东新华教育学院
广东新华教育学院是中华人民共和国目前唯一一所民办成人高等学校，位于广东省广州市荔湾区。
1982年，中国民主同盟广东省委员会创建广东业余大学。2000年，合并华港专修学院。2001年1月，更名为广东新华教育学院。